# 胡桃夹综合征

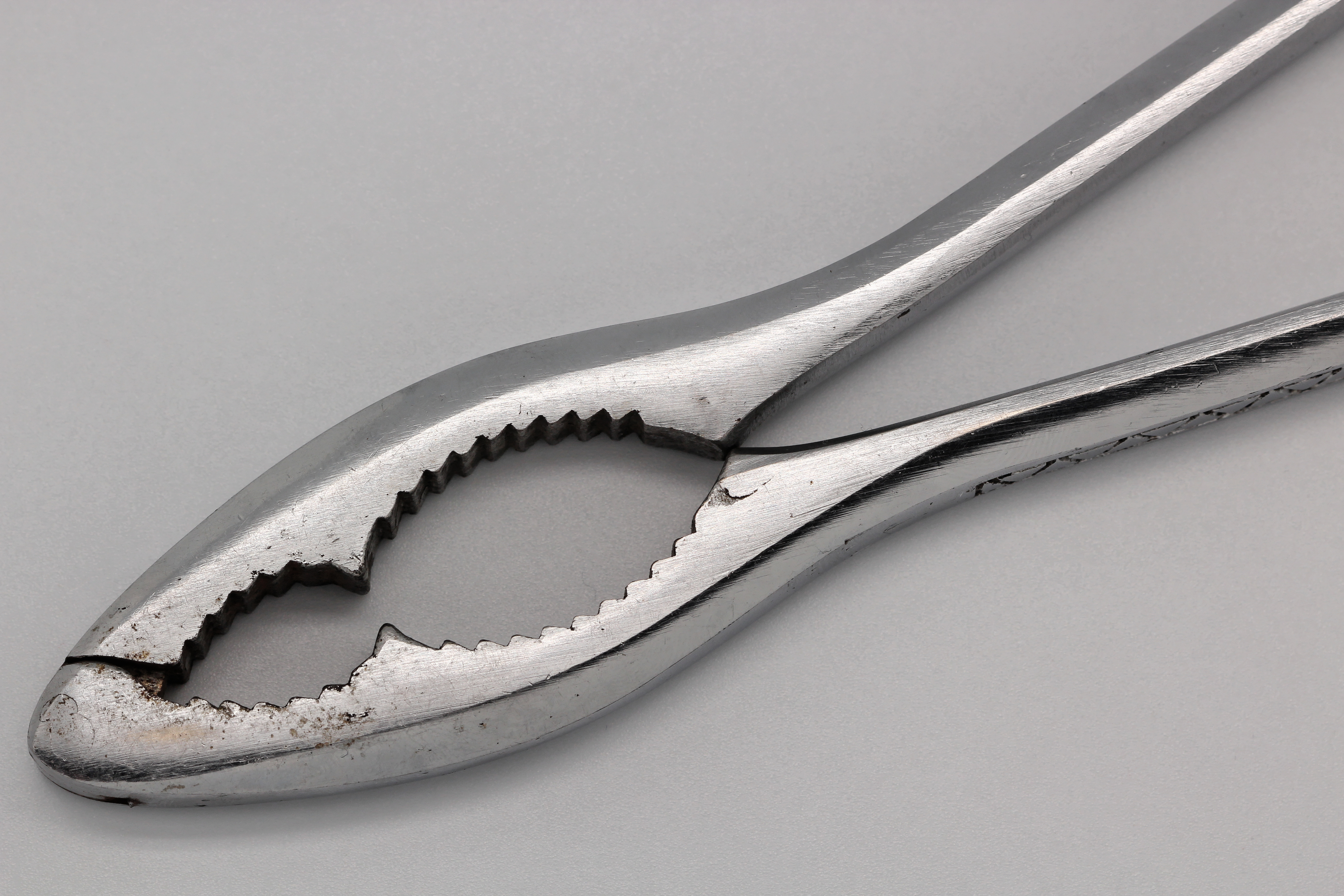
胡桃夹子的照片，胡桃夹综合征的腹主动脉以及肠系膜上动脉和胡桃夹子的两脚类似

胡桃夹综合征（nutcracker syndrome，NCS），即左肾静脉压迫综合征，又称为胡桃夹现象，主要是由于左肾静脉受腹主动脉和肠系膜上动脉的压迫（有时也可以因为其他的原因引起）所出现的一系列症候群。之所以以“胡桃夹”命名，是因为从矢状面看，腹主动脉和肠系膜上动脉看起来很像敲核桃（左肾静脉）的胡桃夹子。
胡桃夹综合征有多种不同的临床表现，而且诊断标准定义不清晰，因此经常导致诊断延迟或错误。胡桃夹综合征有时候会和肠系膜上动脉综合征相混淆，肠系膜上动脉综合征是由于腹主动脉和肠系膜上动脉压迫十二指肠水平部引起的症候群。

## 症状和体征

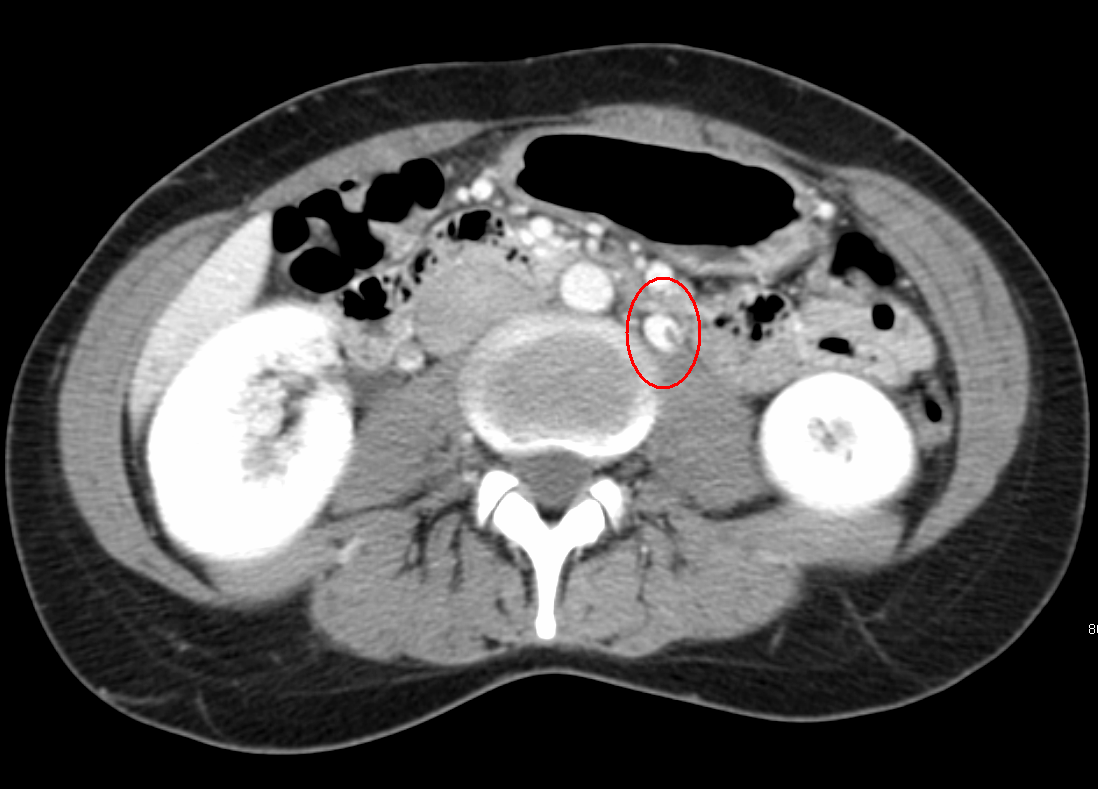
扩张的左肾静脉中血栓形成

胡桃夹综合征最主要的症状是血尿（可导致贫血）和腹痛（典型的左腰部疼痛）。
由于左侧性腺的静脉是通过左肾静脉回流，胡桃夹综合征也可以导致男性患者左侧睾丸疼痛，以及女性患者左下腹疼痛。胡桃夹综合征也可以导致蛋白尿的发生，发生的原因不明。内脏静脉压迫可以导致恶心和呕吐的发生。
胡桃夹综合征有时也存在一些不常见的表现，如发生精索静脉曲张或下肢静脉曲张。一项临床研究发现，在精索静脉曲张患者中经常可以发现胡桃夹综合征的存在。因此，胡桃夹综合征患者应该常规排除精索静脉曲张的存在。

## 诊断
胡桃夹综合征可以通过下列方法进行诊断：
- 左肾静脉造影 - 被认为是胡桃夹综合征诊断的金标准。
- 计算机断层扫描（CT）。
- 腹部超声 - 不能确定诊断，但有助于辅助诊断[8]。

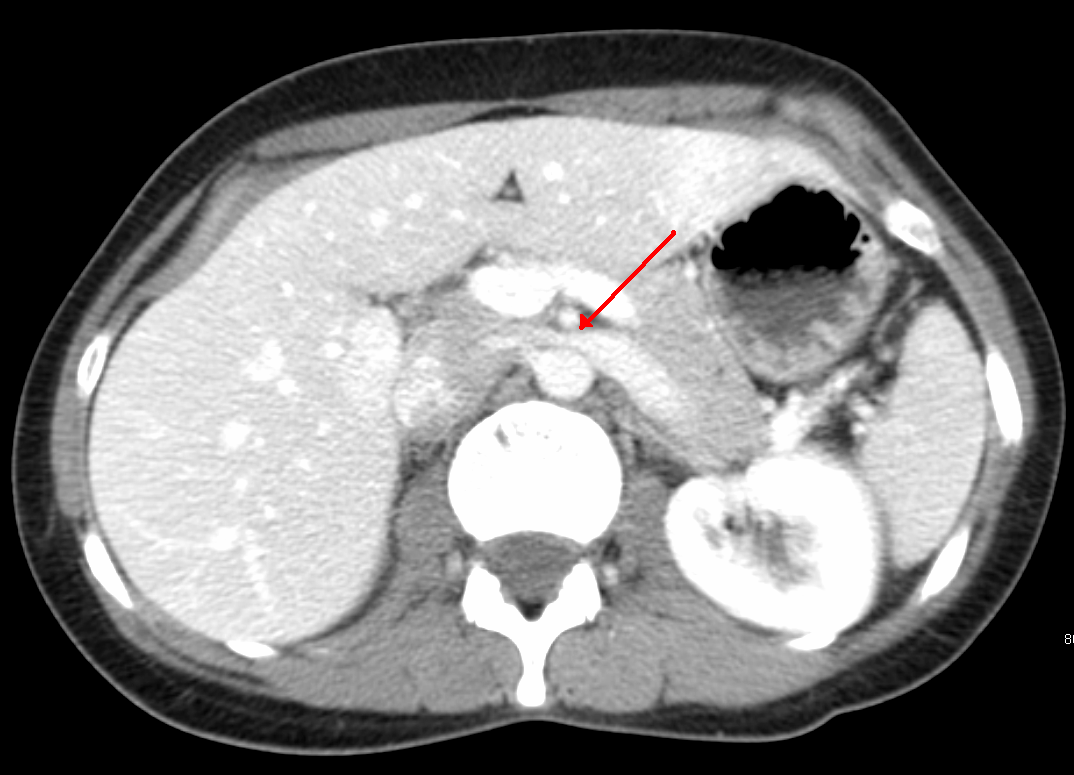
被肠系膜上动脉（上方）和腹主动脉（下方）压迫的左肾静脉（箭头所指）

### 鉴别诊断
胡桃夹综合征需要和下列疾病鉴别：
- 肾结石；
- 泌尿生殖系统恶性肿瘤；
- 腰痛血尿综合征[9]。

## 治疗
胡桃夹综合征的治疗取决于病情轻重和症状的不同。治疗方法包括：
- 保守治疗：对于轻度无症状血尿者、年龄小于18岁的年轻患者倾向于保守观察治疗，并至少观察2年时间[10]。
- 介入治疗：血管内支架置入术[4]。
- 手术治疗：主要在于解除肾静脉的压迫。
  - 肾静脉植入术[11]；
  - 性腺静脉栓塞术[11]。
- 其他：不能耐受手术治疗或不愿手术治疗的患者，可尝试使用1%的硝酸银溶液经输尿管导管灌注肾盂治疗。